# الملجأ (فلم)
الملجأ هو فيلم روائي فلسطيني قصير أنتج عام 1989، مدته لا تتجاوز 30 دقيقة. كتب السيناريو وأخرجه رشيد مشهراوي، وبشير أبو ربيعة الذي قام بإنتاجه أيضاً. حصل الفيلم على جائزة أفضل فيلم روائي قصير في مهرجان القدس السينمائي عام 1989.

## قصة الفيلم
أبو سمير رجل فلسطيني من الأراضي المحتلة، ذهب إلى تل أبيب منذ سبع أعوام للعمل في البناء، يمضي يومه يعمل في الورشة وليله في الدور تحت الارض، حيث ملجأ العمارة. يتميز أبو سمير بتجنبه السياسة ومداراته لصاحب العمل "المعلم يعقوب". ذات يوم يصل عامل جديد شاب وهو محمد إلى العمارة من المناطق المحتلة. يتولى أبو سمير أمر تعريفه على العمل متفلسفاً: "اهتم بالعمل ولا تهتم بشيء آخر"، و"امشي الحيط الحيط وقل يا رب السترة". يوافق أبو سمير على استضافة محمد في الملجأ ليلة واحدة فقط على غير عادته، لأنه قد فقد هويته. وبعد ذلك يتضح أن محمد لا يواقف أبا سمير في حياديته السياسية ومدارته للأمور، إذ يشهدا طوال تلك الليلة على أحداث واضح أنها تجري كل يوم في أقبية العمارات في المدينة الكبيرة.